# Христос в противогазе

Георг Гросс. «Христос в противогазе»

«Христос в противогазе» (нем. Christus mit der Gasmaske), также «Заткнись и продолжай служить» (нем. Maulhalten und weiter dienen) — сатирический рисунок немецкого графика Георга (Жоржа) Гросса, созданный для сценической постановки театрального режиссёра-коммуниста Эрвина Пискатора антивоенного романа чешского писателя Ярослава Гашека «Похождения бравого солдата Швейка». В 1928 году в берлинском издательстве вышел альбом Гросса «В глубине сцены», в который вошли 17 рисунков из около 100 к постановке романа Гашека. Начиная с 1928 года три из них стали предметом рассмотрения в ходе нескольких громких судебных процессов. Наибольшее внимание было посвящено антивоенному рисунку «Христос в противогазе», содержание которого характеризовали как богохульство.

## Создание и судебные процессы
Георг Гросс ещё в детстве мечтал стать художником. Учился мастерству в нескольких художественных школах. В 1914 году, после начала Первой мировой войны, записался в германскую армию добровольцем, был госпитализирован в 1915 году и демобилизован по контузии, после этого был повторно призван. Был освобождён от военной службы в 1917 году и признан годным для тыловой службы. Ещё во время войны в журналах появились его сатирические рисунки высмеивающие немецкий милитаризм. В 1918 году Гросс стал одним из основателей берлинской группы дадаистов. Выступал на стороне коммунистов, поддерживал революционные выступления. Со временем отошёл от авангардизма, критикуя оторванные от жизни формалистические поиски. В начале 1920-х годов несколько раз был фигурантом уголовных процессов за свои политические и остросоциальные рисунки.   

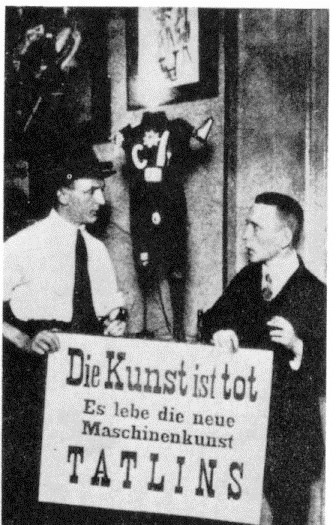
Георг Гросс (справа) и Джон Хартфилд. Надпись на плакате: «Искусство умерло. Да здравствует новое машинное искусство Татлина». 1920 год.

В 1927 году по приглашению театрального режиссёра-коммуниста Эрвина Пискатора создал рисунки для сценической адаптации сатирического антивоенного романа чешского писателя Ярослава Гашека «Похождения бравого солдата Швейка». В общей сложности было создано около 100 рисунков. В 1928 году в берлинском издательстве Виланда Герцфвельда (брата мастера дадаистского коллажа и коммуниста Джона Хартфилда, друга Гросса) «Малик» (Malik) вышел альбом «В глубине сцены» (Hintergrund). В него вошли 17 рисунков Гросса к постановке Пискатора. В апреле 1928 года листы №№ 2, 9 и 10 были конфискованы по требованию старшего прокурора окружного суда Шарлоттенбурга. Это же должностное лицо спустя месяц выдвинуло обвинения в богохульстве в отношении Герцфвельда и Гросса на основании параграфа 166 Уголовного кодекса Германии. Наибольшее внимание на процессе 1928 года было уделено рисунку № 10, который получил известность как «Христос в противогазе». На нём Иисус изображён привязанным за руки на наклонённом кресте (в кисти правой руки виден вбитый гвоздь, а в левой он держит небольшой крест), ноги обуты в солдатские сапоги и опираются на подножие. На его лице находится армейский противогаз. Над головой виднеется нимб и традиционная для христианской иконографии надпись INRI (аббревиатура латинской фразы Iesvs Nazarenvs Rex Ivdæorvm — «Иисус Назарянин, Царь Иудейский»). В левом нижнем углу помещена надпись на немецком Maul halten und weiter dienen (Заткнись и делай, что положено!; Заткнись и продолжай служить).  
Гросс защищался, утверждая, что в его намерения не входило нанести кому-либо оскорбление или участие в нарушении закона. Прежде всего его сатира была направлен в адрес церковных кругов агитирующих за войну. По его словам, рисунок появился как комментарий слов Швейка, которые он произносит в камере тюрьмы в ответ на причитания одного их арестованных о том, что он не виновен: «— Иисус Христос был тоже невинен, а его всё же распяли. Нигде никогда никто не интересовался судьбой невинного человека. „Maul halten und weiter dienen“ [Держи язык за зубами и служи (нем.)], как говаривали нам на военной службе. Это самое разлюбезное дело». Гашек использовал выражение о «долге» солдата и в политической борьбе. Так, в марте 1918 года он отмечал: «И поэтому в [печатном] органе Отделения [Чехословацкого национального совета], в “Чешском дневнике” писали, что солдат не должен заниматься политикой, лишь только стойко исполнять свой долг. Такая интеллигентная интерпретация грубости австро-немецкой военщины: „Maul halten und weiter dienen!“…».    
Обвинение доказывало, что надпись «Заткнись и делай, что положено!» художник относил именно к Христу, но он это отрицал и доказывал, что этот приказ наоборот адресован к распятому. Во время судебного процесса Гросс рассказывал, что рисунок возник после прочтения эпизода в тюрьме в романе. Он представил, что было бы, если бы мессия появился вновь: «Позволю себе заметить, что я не испытываю такой уж особой симпатии к Христу; для меня он главным образом человек, который проповедовал любовь. И вот я подумал: а что, если вдруг появится Христос?! Разумеется, этого не случится, он не вернётся на землю, а если и вернётся, так не в окопы же. Но я человек старинного склада, и я вообразил себе, что Христос бродит между окопами и возглашает: „Возлюбите друг друга!“ Я подумал, что его тут же схватят, нацепят на него противогаз, обуют в солдатские сапоги — короче говоря, его решительно не поймут. Так что тут Христос ещё легко отделается. Расправятся с ним другие власти». По результатам процесса обвиняемые потерпели поражение: в декабре 1928 года Гросса и Герцфвельда приговорили к штрафу в 2 тыс. марок или к двухмесячному тюремному заключению.   
Такое решение вызвало возмущение со стороны немецких левых, не удовлетворены были им как обвиняемые, так и прокуратура. Адвокат защиты Альфред Апфель, а также прокурор подали апелляции. Дело рассматривалось в апреле 1929 года во Второй большой уголовной коллегии земельного суда Берлин-Моабит под председательством судьи Юлиуса Зигерта, известного своими консервативными взглядами. Гросс вновь настаивал, что объектом его критики был институт церкви, представители которого подстрекали к ведению войны вопреки духу религии. Неожиданно рассмотрение дела закончилось оправдательным приговором. Прокуратура не согласилась с этим решением и была подана апелляция. 27 февраля 1930 года Вторая уголовная коллегия имперского суда в Лейпциге отменила предыдущее решение и вернула дело в суд низшей инстанции. В конечном итоге процесс вновь был рассмотрен судьёй Зигертом и в декабре 1930 года им был вынесен оправдательный приговор. Это решение также было обжаловано прокуратурой в 1931 году. В итоге Верховный суд постановил изъять рисунки и типографские клише.

## Последующие события
В январе 1933 года Гросс эмигрировал из Германии в США. При нацистах его работы были причислены к «дегенеративному искусству», а сам он неоднократно объявлялся отъявленным большевиком, предателем родины и в итоге лишён гражданства. Во внутреннем документе, обосновывающем эту меру указывалось, что он является: «…одним из наиболее вредных представителей выродившегося искусства, работающих в манере, враждебной Германии». В 1933 году Герцфвельд бежал в Прагу, где на некоторое возобновил свою издательскую деятельность. В 1938 году он вынужден был перебраться в Лондон, а в следующем году эмигрировал в США. В 1933 году нацистами был отправлен в отставку судья Зигерт; как считается это решение во-многом было вызвано его решениями во время процессов в отношении рисунков Гросса.

## В культуре
При первом издании в 1928 году в СССР романа Гашека рисунки Гросса были использованы для иллюстрации книги. В советском немом фильме Фридриха Эрмлера «Обломок империи» (1929) рисунок воспроизведён кинематографическими средствами. Образ Христа в противогазе, как символ войны, возникает в воображении героя, унтер-офицера Филимонова во время возвращения к нему памяти. 